# Porpliszcze
Porpliszcze (biał. Порплішча) – agromiasteczko na Białorusi, w obwodzie witebskim, w rejonie dokszyckim, w sielsowiecie Porpliszcze. Siedziba władz sielsowietu oraz parafii prawosławnej (pw. Przemienienia Pańskiego) i rzymskokatolickiej (pw. Matki Bożej Królowej).
Znajduje się tu przystanek kolejowy Porpliszcze, położony na linii Połock – Mołodeczno.

## Historia
W czasach zaborów wieś leżała w gminie Porpliszcze, w powiecie wilejskim w guberni wileńskiej Imperium Rosyjskiego.
W dwudziestoleciu międzywojennym wieś leżała w Polsce, w województwie wileńskim, w powiecie duniłowickim, od 1926 w powiecie dziśnieńskim, w gminie Porpliszcze.
Według Powszechnego Spisu Ludności z 1921 roku zamieszkiwało tu 395 osób, 126 było wyznania rzymskokatolickiego, 231 prawosławnego, 19 mojżeszowego i 19 mahometańskiego. Jednocześnie 125 mieszkańców zadeklarowało polską przynależność narodową a 270 białoruską. Były tu 74 budynki mieszkalne. W 1931 w 72 domach zamieszkiwały 402 osoby.
Wierni należeli do parafii rzymskokatolickiej w Parafianowie i miejscowej prawosławnej. Miejscowość podlegała pod Sąd Grodzki w Dokszycach i Okręgowy w Wilnie; mieścił się tu urząd pocztowy, który obsługiwał znaczną część gminy.
Po agresji ZSRR na Polskę w 1939 roku wieś znalazła się w granicach BSRR. W latach 1941–1944 była pod okupacją niemiecką. Następnie leżała w BSRR. Od 1991 roku w Republice Białorusi.

## Zabytki
- cerkiew prawosławna pw. Przemienienia Pańskiego z 1627 roku, parafialna

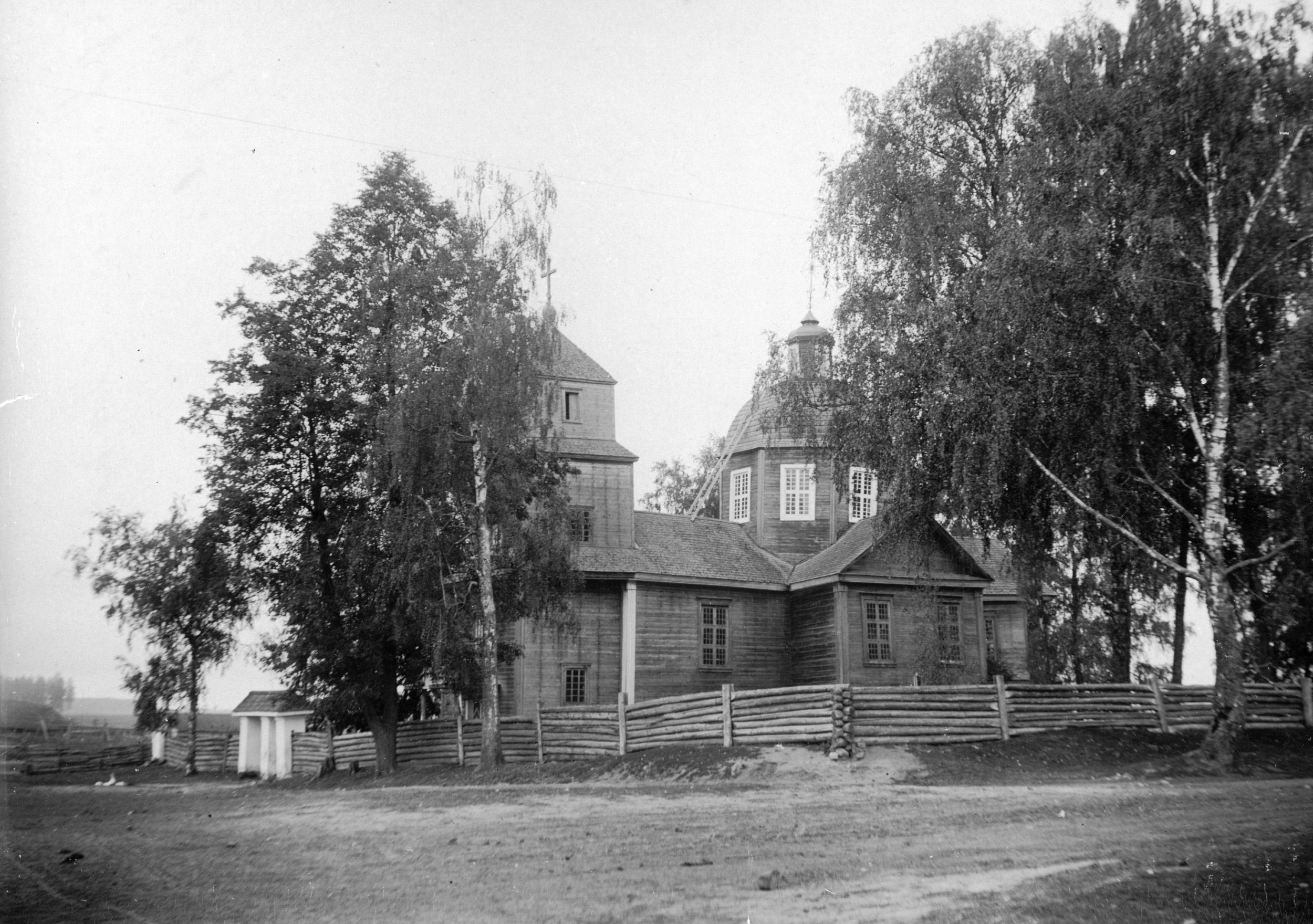
Porpliszcze, Cerkiew (1900)

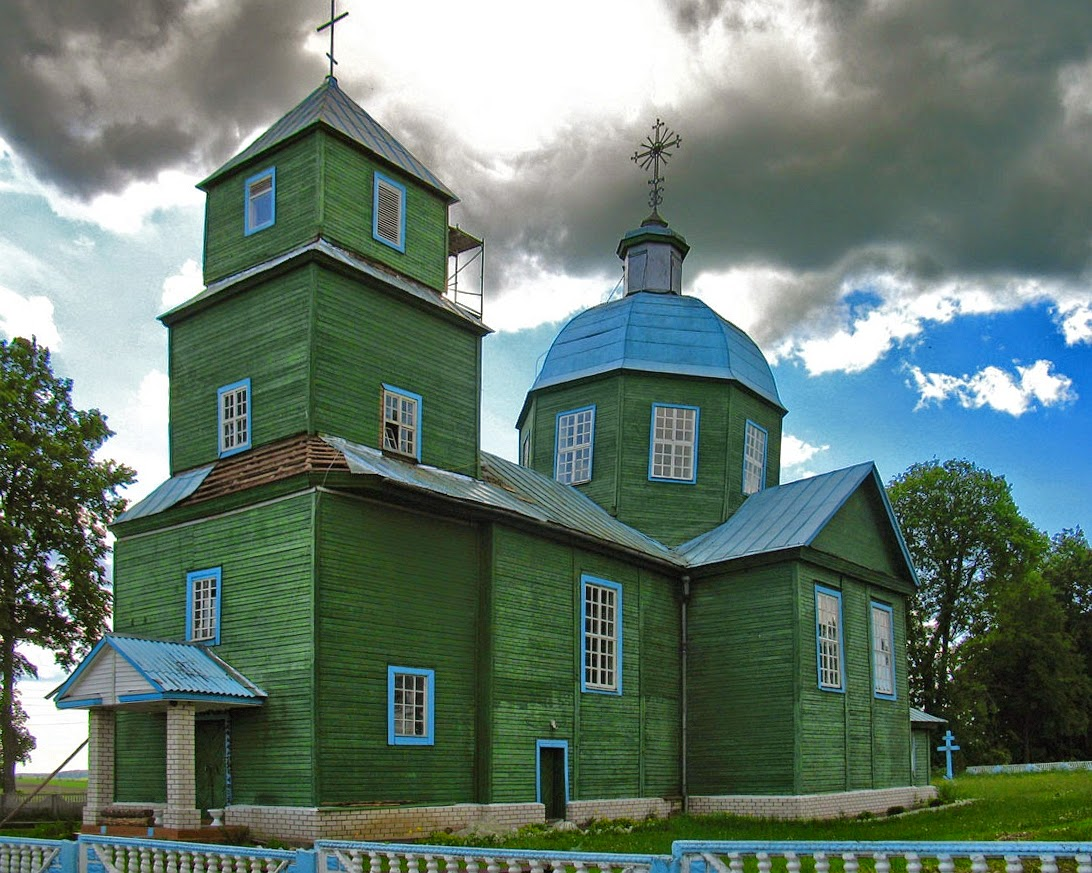
Porpliszcze (2008)